# Хало Ольга Іванівна
Хало Ольга Іванівна (нар. 2 липня 1953 року, Оржиця, Полтавська область) — сучасна українська письменниця — прозаїк, мистецтвознавець.

## Біографія
Народилася 2 липня 1953 р. в смт. Оржиця Полтавської області в сім'ї службовця.
|                                                                                        | Літо - це пора, коли розкриває примружений цвіт житечко-пшениця, між якими в солодкому тумані плетуть купальські вінки польові цірівни, і пахне суниця, і підпадьомкає перепілка, і срібним дзвоном озивається коса в лузі. Якраз напередодні Івана Купала, в жарке літо, а саме 2 липня 1953 року, народилася я в сонячному і тихому селищі Оржиця в родині службовців. |
| — Хало Ольна Іванівна, Література рідного краю : хрестоматія // Лубни, 2000. - С. 119. | |

1977 — закінчила Черкаський державний педагогічний інститут.
1978—1980 — працювала в школі с. Денисівка Оржицького району Полтавської області.
1980—1981– працювала в школі  м. Хорол (середня школа № 2).
1983—2003 — в загальноосвітній школі № 2 м. Лубени вчителем української мови та літератури. Відмінник освіти України, вчитель-методист вищої категорії.
Уся творчість пов'язана в основному з Полтавщиною.
Краєзнавчий матеріал у книгах: «Відгомін оржицьких степів», «Оржиця», «Оржиччина», посібники для вчителів: «Література рідного краю», «Дидактичний матеріал з української мови (синтаксис) на основі історичних та літературних джерел Полтавщини». Історичні поеми написані на реальних фактах. Це «Северин Наливайко» (розгром табору козаків під Лубнами та полон ватажка польним гетьманом Станіславом Жолкевським) та інші.
1993 — член Полтавської обласної організації НСПУ.
2001 — член Національної спілки письменників України.
1995 по 2003 — очолювала Лубенське літературне об'єднання ім. Олеся Донченка при редакції газети «Лубенщина». Об'єднання є найстаршим в Україні, воно було організоване письменником Олесем Донченком у 1923 році як Спілка українських селянських письменників «Плуг».
Пісня із збірника "Сонячна ромашка"  на слова Ольги Хало, одна з яких "Літо" - виконуваласяна на відбірковому турі республіканської програми "Мелодія двох сердець" Віталія і Світлани Білоножків.
Нині — пенсіонерка.  Мешкає в м. Лубни.

## Премії
2001 — лауреат премії імені  Володимира  Малика.
2009 — лауреат обласної премії Івана Котляревського
2012 — лауреат обласної премії імені Панаса Мирного.
2016 — лауреат премії імені Леоніда Бразова.

## Твори
- "Бешкетники" (Полтава, 1993),
- "Зупинися, щемна мить спокою..." (Полтава, 1994),
- "Відгомін оржицьких степів" (Полтава, 1998),
- "Література рідного краю" : хрестоматія для викладачів, учнів та студентів (Лубни, 2000),
- "Северин Наливайко" (Лубни, 2001),
- "Катерина Білокур" (Полтава, 2001),
- "Геєна" (Полтава, 2001),
- "Северин Наливайко" (2001),
- "Сонячна ромашка" (Полтава, 2002),
- "Література рідного краю"6 хрестоматія (2002),
- Дидактичний матеріал з української мови (синтаксис) на основі історичних та літературних джерел Полтавщини : посібник для вчителів  (2004)
- "Оржиця" (Полтава, 2006),
- "Квіти моєї любові" (Лубни, 2006),
- "У край Вічного сонця" (Лубни, 2008),
- "Оржиця" (2008),
- "Золота підкова України" (Лубни, 2009).
- "Корона Вишневецьких" : історичний роман-хроніка  (Київ, 2011).
- "Я вас кохала..."  : поема (Миргород, 2014),
- "Благословенні на любов" : поеми, вірші (Миргород, 2014)
- "Рідна мова над усе" : правопис у віршах (2015),
- "Світ на долоні" (2018).
- Звірина рада і лісова громада  : байки (Миргород, 2018)

Активно друкується в газетах, журналах та літературних альманахах Києва, Полтави, Черкас, Лубен, Оржиці, Хоролу.

## Видавалася в колективних збірниках
- "Самоцвіти" (Київ, 1996),
- "Посульська муза" (Лубни, 1998),
- "Про витязя слово" (Черкаси, 2002),
- "Посади калину" (Лубни, 2003),
- "Сонячні перевесла" (Лубни, 2003),
- "Калинове гроно" (Полтава, 2004),
- "Відлуння Василевого Різдва" (Полтава, 2004),
- "Уроки Володимира Малика" (Полтава, 2005),
- "Віршограй" (Миргород, 2005),
- Відлуння Чорнобиля (Полтава, 2006),
- Літературні музеї Полтавщини (Полтава, 2006),
- "Біла альтанка" (Полтава, 2007),
- "Дзвінке перо Посулля" (Лубни, 2008),
- "Сяйво рідного слова" (Лубни, 2009),
- "Калинове гроно"(Полтава, 2010)
- "Вишнева повінь" (Полтава, 2012),
- "Молюсь за тебе, Україно..." : поети Полтавщини - Героям Майдану і АТО (Полтава, 2016).

Сценарист, режисер монтажу багатосерійного документального фільму «Лубни в XX сторіччі».

## На шпальтах газет і журналів
- Віценя Л. "Киплять мої чуття над Кобзарем"... : [про книги, присвячені Т. Г. Шевченку: М. Костенко "На неокраєнім крилі" та О. Хало "Я вас кохала..." (вид-во "Миргород")] / Л. Віценя // Зоря Полтавщини. – 2014. – 4 берез. – С. 5.
- Переможці щорічної премії імені Панаса Мирноги // Полтавський вісник. – 2012. – 27 квіт. – С. 7. ; Зоря Полтавщини. – 2012. – 27 квіт. – С. 3. ; 23 трав. – С. 1. ; Вечірня Полтава. – 2012. – 23 трав. – С. 3.
- Хало О. Депутатка; Шпак і пенсія; Білочка і "Шоу-бар"; Ворона і заєць : [віршовані байки] / О. Хало // Ліра. – 2020. – № 7. – С. 4.
- Хало О. Катерина Білокур : поема / О.Хало // Добромисл. – 1998. – № 1-2. – С. 2-17.
- Хало О. На цвинтарі лісів : [вірш] / О. Хало // Ліра. – 2020. – № 3. – С. 2.
- Хало О. Невже?; Роз...; Який солодкий ранок небувалий!; Велична жінка; На овиді осінь вже помрячила...; Як він пішов - то хмари грозові...; Принеси мені осінь...; Буде Україна! : [вірші] / О. Хало // Ліра. – 2020. – № 9. – С. 5.
- Хало О. Останній шлях гетьмана Мазепи : поема / О. Хало // Рідний край. – 2006. – № 2 (15). – С. 3-12.
- Хало О. Поезії / О. Хало // Ліра. – 2020. – № 5. – С. 3.
- Хало О. Посвята Гоголю / О. Хало // Полтавська криниця. – 2018. – № 1-2. – С. 49-53.
- Хало О. Трутень ; Слон і сон ; Єнот і Вихухіль ; Хто любить ліс? та інші : [добірка байок] / О. Хало // Полтавська криниця. – 2021. – № 1-2 (7-8). – С. 68-78.
- Хало О. Український мій родовід. Українським заробітчанам. Миротворцям : [вірші] / О. Хало // Полтавська криниця. – 2018. – № 1-2. – С. 54-56.
- Хало О. Як на екзамен готувались зранку ; Не відрікаюсь : [вірші] / О. Хало // Ліра. – 2022. – № 2. – С. 2.
- Яловегін Г. "Його величчя - на усю планету..." : [презентація книги О. Хало "Я вас кохала..." у Лубенській міській бібліотеці, присвяченої стосункам Т. Г. Шевченка і В. Рєпніної] / Г. Яловегіна // Зоря Полтавщини. – 2014. – 31 січ. – С. 3.